# جیسون فلمینگ
جیسون فلمینگ (به انگلیسی: Jason Flemyng) (زاده ۲۵ سپتامبر ۱۹۶۶) بازیگر انگلیسی است.
از فیلم‌های معروف او می‌توان به فیلم مردان ایکس: کلاس اول، سولومون کین، راب روی، ستاره راک و مرگ و زندگی بابی زد، قاپ زنی، انجمن نجیب زادگان عجیب، زیبایی ربوده‌شده، من آن را یک سال می‌دهم، به پانچ خوش آمدید، برخاسته از اعماق و جما باوری اشاره کرد.